# Anàspids
|  | No s'ha de confondre amb Anàpsids. |

Els anàspids (Anaspida, gr. 'sense escut') són una classe de vertebrats primitius sense mandíbules, dels quals deriven els vertebrats amb mandíbules (superclase Gnathostomata), i són clàssicament considerats com els avantpassats de les lampreas.

## Característiques
Els anàspids eren petits peixos sense mandíbules, ni escates, ni aletes parells. Les brànquies s'obrien com amb una fila de forats al llarg del cos de l'animal, que tenia normalment de 6 a 15 parells.

## Història evolutiva
Van aparèixer per primera vegada a principis del Silurià i van florir fins al Devonià superior. A la fi del Devonià, la majoria de les espècies d'aquest grup, amb excepció de les llamprees, es van ser extingint a causa del canvi climàtic ocorregut en l'extinció massiva del Devonià.